# Galileo (série télévisée)
Pour les articles homonymes, voir Galileo.
Galileo (ガリレオ) est une série télévisée japonaise de deux saisons, d'après les romans de Keigo Higashino, diffusée en 2007-2013 sur Fuji Television. En France, elle est diffusée sur Netflix. Un épisode hors saison sort en 2008, puis deux films sont sortis en 2008 et 2013, ainsi que deux autres en 2022.

## Synopsis
Kaoru Utsumi est une jeune inspectrice de police qui enquête sur des meurtres. Devant une affaire aux circonstances inexplicables, elle demande conseil à un talentueux collègue, Shunpei Kusanagi. Celui-ci lui dévoile qu'il recevait l'aide d'un ami, Manabu Yukawa, professeur à l'université Teito. Kaoru Utsumi va alors insister auprès du scientifique pour obtenir son aide, et Manabu Yukawa ne résiste pas aux énigmes mettant en jeu la physique.

## Distribution

### Acteurs principaux
Saison 1
- Masaharu Fukuyama : Manabu Yukawa
- Kō Shibasaki : Kaoru Utsumi
- Kazuki Kitamura : Shunpei Kusanagi
- Hiroshi Shinagawa : Shiro Yuge
- Ikkei Watanabe : Hiromi Kuribayashi
- Miki Maya : Sakurako Jonouchi

Saison 2
- Masaharu Fukuyama : Manabu Yukawa
- Yuriko Yoshitaka : Misa Kishitani
- Yu Sawabe : Minoru Otagawa
- Yuto Marick Yasuhara : Isaac

### Acteurs invités
Saison 1
- Toshiaki Karasawa : Tatsuo Kanamori (épisode 1)
- Ryōko Hirosue : Yayoi Kanzaki (épisode 3)
- Shingo Katori : Shoichi Tagami (épisode 4)
- Sora Aoi : une victime (épisode 4)
- Suzuka Ohgo : Akiho Yajima (épisode 5)
- Miki Mizuno : la femme de la victime (épisode 5)
- Maki Horikita : Remi Morisaki (épisode 6)
- Hirofumi Arai : un voyant (épisode 6)
- Kyoko Fukada as Shizuko Sugawara (épisode 7)
- Yumiko Shaku as Chiaki Maeda (épisode 8)
- Masami Nagasawa as Akari Shionoya (épisode 0)
- Ayaka Komatsu as Yoko Hirahara (épisode 0)
- Keizo Kanie as Yukimasa Tomonaga (épisode 0)

Saison 2
- Takao Osawa : Shiko Renzaki (épisode 1)
- Haruna Kawaguchi : Kanako Mase (épisode 2)
- Yuko Oshima : Mutsumi Wakizaka (épisode 3)
- Seiichi Tanabe : Tadamasa Yanagisawa (épisode 4)
- Mirei Kiritani : Wakana Isoya (épisode 5)
- Yui Natsukawa : Yuko Nogi (épisode 6)
- Yū Aoi : Atsuko Kanbara (épisode 8)
- Yūki Amami : Ayane Mashiba (épisode 10)

## Production

### Fiche technique
- Titre original : ガリレオ
- Création :
- Réalisation :
- Scénario :
- Société(s) de production :
- Société(s) de distribution : Fuji Television
- Pays de production :  Japon
- Langue originale : japonais
- Format : couleur
- Genre : policier
- Nombre de saisons : 2
- Nombre d'épisodes : 21
- Durée : 60 minutes
- Dates de première diffusion :
  - Japon : 15 octobre 2007

## Épisodes

### Première saison
La saison compte dix épisodes.

### Deuxième saison
La saison compte onze épisodes.